# Piłsudskiego
Piłsudskiego – osiedle Zawiercia, położone w centralnej części miasta.

## Charakterystyka
W 2015 roku osiedle było zamieszkiwane przez 7131 osób. Tym samym było wówczas drugim, po Centrum, najludniejszym osiedlem miasta. Jest to osiedle z zabudową o charakterze wielorodzinnym (50 budynków). Na osiedlu licznie występują placówki handlowe.
W skład osiedla wchodzą ulice: Brzozowa, Dudy, Dojazd, Klonowa, Krótka, Parkowa, Wierzbowa, Zaparkowa oraz w części Blanowska i Piłsudskiego.

## Historia
Główną ulicą osiedla jest ulica Piłsudskiego, pierwotnie nazywana Łośnicką. W 1894 roku przy tej ulicy zbudowano kaplicę filialną kościoła w Kromołowie, a jeszcze przed 1900 rokiem uruchomiono Urząd Poczt i Telegrafów. W 1901 roku oddano do użytku pierwszy publiczny park w mieście, nazywany Parkiem Bronisławów. Przed I wojną światową uruchomiona została ponadto Szkoła Ludowa Janiny Kożuchowskiej. W latach 1915–1916 przy Łośnickiej mieścił się urząd gminy, w tym też okresie powstało kino „Stella”, które m.in. wyświetlało Potop, a w krzyżującej się z Łośnicką ulicą Blanowską powstało Prywatne Liceum i Gimnazjum Męskie
Po zakończeniu I wojny światowej przemianowano ulicę na Piłsudskiego. W okresie międzywojennym przy ulicy Piłsudskiego siedzibę miał Miejski Zakład Elektryczny i Wodociągowy, a w latach 1928–1932 Urząd Starosty i Wydział Powiatowy.
W latach 60. na osiedlu wybudowano nowoczesną dzielnicę mieszkaniową. W tym celu wzniesiono budynki wielorodzinne z gazobetonu i żelbetu.
W 1994 roku oddano do użytku nowoczesny gmach Telekomunikacji Polskiej. W połowie lat 90. na osiedlu powstał bazar targowy, zwany „Ryneczkiem”. 1 września 2001 roku otwarto halę OSiR II przy ulicy Blanowskiej 40.

## Zabytki
Do gminnej ewidencji zabytków na terenie osiedla Piłsudskiego wpisane są:
- kamienica (Piłsudskiego 7)
- budynek usługowy (Piłsudskiego 21)
- budynek usługowy (Piłsudskiego 47)